# Maria Suzanna Willinge-Sligcher

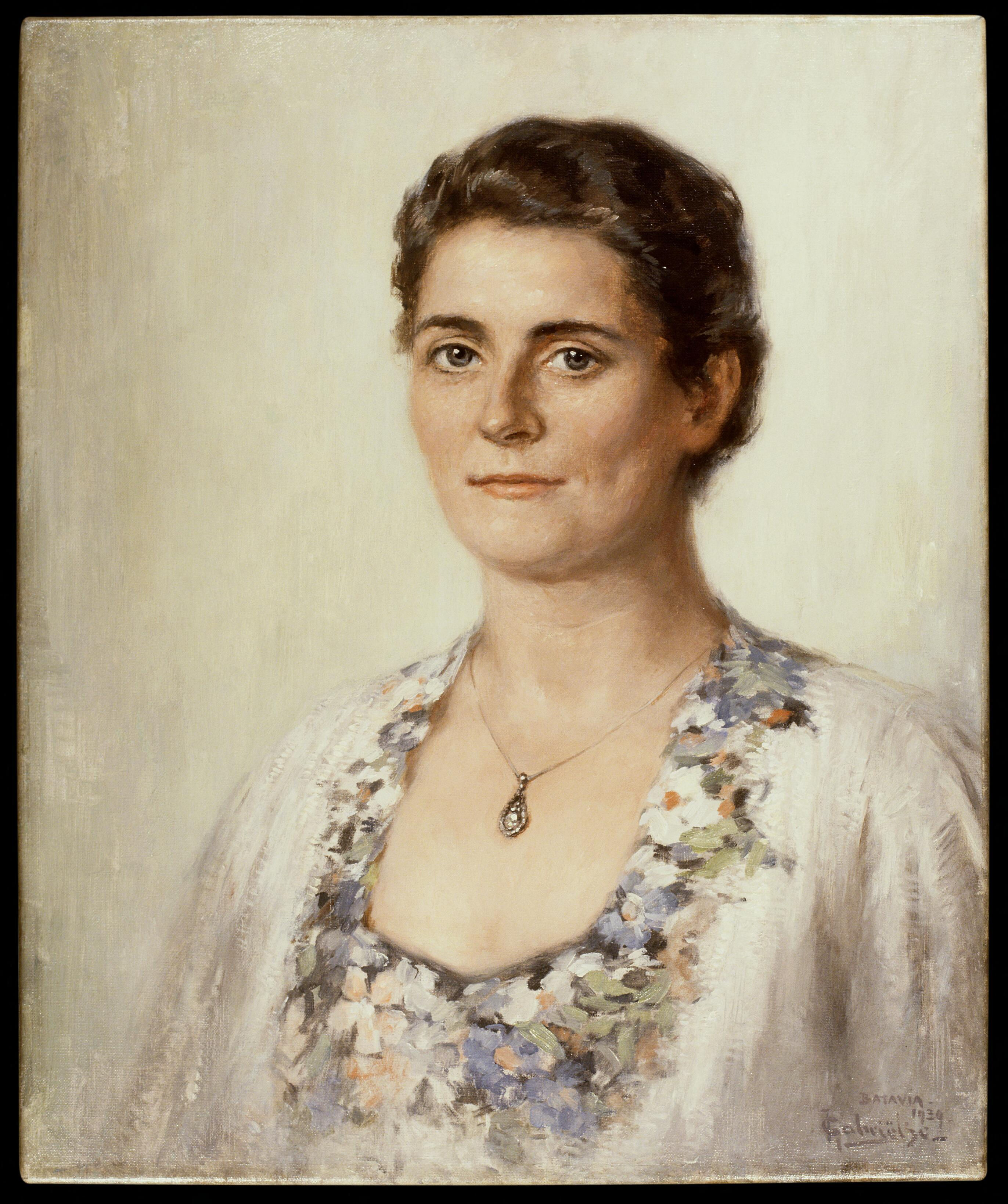
Portret uit 1939 door Johan Gabriëlse

Maria Suzanna (Miep) Willinge-Sligcher (Amsterdam, 1 oktober 1902 - Den Haag, 27 maart 1989) was een Nederlands verzetsvrouw die tijdens de Tweede Wereldoorlog in Batavia woonde.
In 1927 trouwde Maria Sligcher met Johannes Jacobus Lukas Willinge (1898-1989). Hij werd in Den Helder geboren en werd in september 1915 adelborst. Van 1918 tot 1921 werd hij naar Nederlands-Indië gestuurd, daarna had hij tien jaar lang verschillende functies binnen de marine. Hij volgde de Hogere Marine Krijgsschool in Den Haag en werd daarna op de Hr Ms De Ruyter geplaatst. In 1937 vertrok De Ruyter naar Nederlands-Indië. Samen kregen zij drie kinderen.
Tijdens de Tweede Wereldoorlog werd Maria Willinge met de kinderen geïnterneerd in kamp Tjideng, vlak bij Batavia, waar zij een van de vijf vrouwen werd die de kampleiding vormden, ondergeschikt aan de Japanse hoofdbewakers. In het kamp waren oude mannen, vrouwen en kinderen geïnterneerd, in totaal 11.337, waarvan er 434 overleden. Pas in 1945 zagen zij hun man c.q. vader terug. Maria en de kinderen werden in 1946 gerepatrieerd, hij vloog pas in januari 1947 naar Nederland. Eind april werd hij bevorderd tot schout-bij-nacht.
Na de capitulatie zette Maria Willinge zich in voor de hulpverlening. In Nederland was ze actief in de Stichting Pelita die vervolgingsslachtoffers uit Nederlands Indië hielp.
Toen Beatrix op 30 april 1980 als koningin werd ingehuldigd was Maria Willinge een van de vier verzetsmensen die op mochten treden als herauten en koningen van wapenen. De anderen waren Erik Hazelhoff Roelfzema, Ben Ubbink en Liepke Scheepstra.

## Onderscheiden
- Verzetsster Oost-Azië 1942-1945 (VOA), KB no 30 van 5 augustus 1952